# 西園寺公一
西園寺 公一（さいおんじ きんかず、1906年（明治39年）11月1日 - 1993年（平成5年）4月22日）は、日本の政治家、実業家。参議院議員（1期）、外務省嘱託職員、太平洋問題調査会理事などを歴任した。ゾルゲ事件に連座して逮捕、有罪となり、公爵家を廃嫡となった。

## 生涯

### 生い立ち
1906年（明治39年）11月1日、西園寺家の嫡男として神奈川県に誕生した。祖父は元老・西園寺公望、父は公望の婿養子となった西園寺八郎（実父は旧長州藩主の毛利元徳）で、母は公望の長女・新子である。

### 学生時代
学習院初等科を経て、1924年（大正13年）に東京高等師範学校附属中学校（現・筑波大学附属中学校・高等学校）を卒業。附属中の同級生には、朱牟田夏雄（東京大学名誉教授）、春山泰雄（サッカー日本代表）などがいた。
その後、イギリスのオックスフォード大学へ留学し、1930年（昭和5年）に卒業。ここでマルクス主義の洗礼を受ける。

### 帰国後
1931年（昭和6年）に日本へ帰国。父・八郎からコネで宮内省入りを勧められたが、「マルクス主義者である」として頑として拒絶。東京帝国大学大学院に在学中、外務省の試験を受けたが、不合格となる。
結果詳細を知らされなかったにもかかわらず「英語は素晴らしくよくできたが、日本式の答案にはまるで不慣れ」と弁明したが、これを真に受けた近衛文麿は「折角きてくれるというのに、なんてもったいないことをするんだろう。」と嘆いた。

### 外務省嘱託

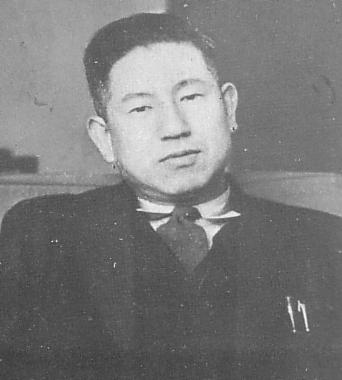
尾崎秀実

その後、近衛のコネを使い外務省嘱託職員を務めていたが、重要な案件に関係できなかったことを不服に思い辞職し、1936年（昭和11年）にはグラフ雑誌『グラフィック』の社長に就任した。
同年7月、アメリカ合衆国カリフォルニアのヨセミテで太平洋問題調査会の第6回大会が開かれることとなり、オックスフォード時代の顔見知りで内閣書記官を務めていた牛場友彦のコネにより日本代表団の書記として渡米。このとき、牛場から引き合わされて公一と同じ船室に入ったのが牛場の第一高等学校時代の同級生で、ゾルゲ事件で同じく逮捕され有罪となった尾崎秀実だった。なお尾崎とは帰路も同室になった。
なおこの頃、中国の秘密結社についても研究しており、また中華民国における共産主義運動に関心を持っていた。1937年（昭和12年）に第1次近衛内閣が成立すると、近衛のブレーン「朝飯会」の一員として、尾崎らとともに軍部の台頭に反対し、対英米和平外交を軸に政治活動を展開した。また日中戦争下で「汪兆銘工作」にも参画。「自立した新政権」の樹立を目指したが、結果としては軍部の意向が強く反映された政権となった。
1940年（昭和15年）9月には再び外務省嘱託職員となり、この時期、松岡洋右外相に同行してヨーロッパを訪問。ヨシフ・スターリンやアドルフ・ヒトラー、ベニート・ムッソリーニとも、外交団の一員として同席している。

### 近衛内閣嘱託

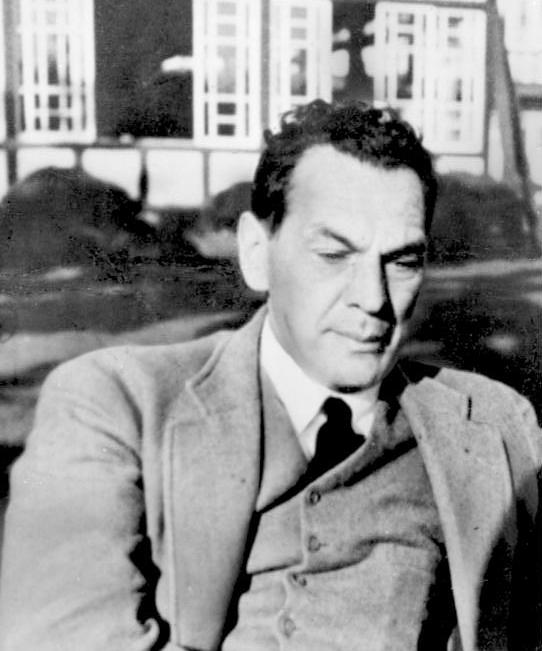
リヒャルト・ゾルゲ

1941年（昭和16年）7月には、内閣嘱託となる。近衛首相より、「日米交渉について陸海軍の意見調整を図る」という任務が与えられたが、その裏ではソ連のスパイのリヒャルト・ゾルゲの協力者である尾崎を通じ、ソ連に情報を与えていた。
なお同年には、新橋の芸者屋「河辰中」の芸妓だった雪江と結婚している。

### ゾルゲ事件で逮捕
同年10月に、風見章が主催する昼食会の席上で、尾崎の逮捕を知る（ゾルゲ事件）。尾崎とは共に近衛内閣のブレーンとして様々な情報交換を行っていた上に、それ以外にも立場を利用して得た国家機密をソ連に流していたことから逮捕された。その後の裁判で禁錮1年6月、執行猶予2年の有罪判決を受けた。
死刑の尾崎に比べ軽い刑とされたが、有罪判決を受けたのち西園寺家の嫡男としての爵位継承権を剥奪、従五位返上を命じられる。さらに1946年（昭和21年）に父・八郎が死去したあとの家督を弟の不二男に譲るとともに、父からの相続を放棄した。
なお、近衛首相も事件への関係を当然疑われたが、ゾルゲと尾崎、西園寺らの逮捕と時を同じくした内閣総辞職、間もなく起こった英米蘭との開戦（太平洋戦争）、そして政府と軍の意向による追及阻止により、ゾルゲ事件における関係は不問とされてしまった。
また西園寺は、執行猶予中であることと年齢などにより徴兵を免れ、奥日光で釣りをするなどして過ごし、『釣魚迷』という著書も残している。

### 第二次世界大戦後
日本が第二次世界大戦に敗れて連合国軍の占領下にあった時期、執行猶予が解けた。その後はGHQの監視の下、実家の資産を投じて『グラフィック』誌の仲間と共に『世界画報』を創刊。また、新設プロ野球球団である「セネタース」（現在の北海道日本ハムファイターズ）のオーナーを短期間務めるなど、自由な生活を享受した。
1947年（昭和22年）には、 戦前のスパイ活動の有罪があったが、第1回参議院議員通常選挙に無所属で出馬して当選。しかし肝臓ジストマに侵されていた公一は、議会への欠席が多く何もできず、2回目の参院選には落選。1954年（昭和29年）には京都市長選挙に出馬して落選する。
1955年（昭和30年）には、冷戦下でソ連や東ドイツ、ポーランドなどの東側諸国（社会主義国）政府の主導で設立された「世界平和評議会」に、日本共産党系の日本平和委員会から「日本代表」として送られた。そのままオーストリアの首都ウィーンにあった評議会執行部に「書記」の身分で単身滞在し3年間を過ごす。

### 中華人民共和国への移住
この間、1957年（昭和32年）に世界平和評議会の大会をセイロンで開くことになって中華人民共和国に相談に立ち寄った際、同国から「人民交流」の日本側の窓口となる人物の推薦を頼まれたことがきっかけで同国の「民間大使」となる。日本に帰国してから間もなく家族を連れて中華人民共和国へ移住し、中国共産党から「日中文化交流協会常務理事」や「アジア太平洋地域平和連絡委員会副秘書長」の肩書と、500元（毛沢東の月給は600元）と大臣クラスの給与を与えられることになり、同政府の意向を受けて北京にて国交成立前の日中間の「民間外交」を行った。
1958年（昭和33年）には日本共産党に入党するも、のちに日中共産党が不和となった結果、文化大革命初期の1967年（昭和42年）2月に北京滞在中に「日本人の勤労人民としての生活経験をもたず、中華人民共和国においても、社会主義の政府によって与えられている特恵的な生活になれて」「特定の外国勢力に盲従して、分裂と破壊活動に狂奔するようになった」（『赤旗』）旨を以て除名処分となる。なお北京空港事件の現場にも居合わせた。

### 中華人民共和国からの追放と失脚

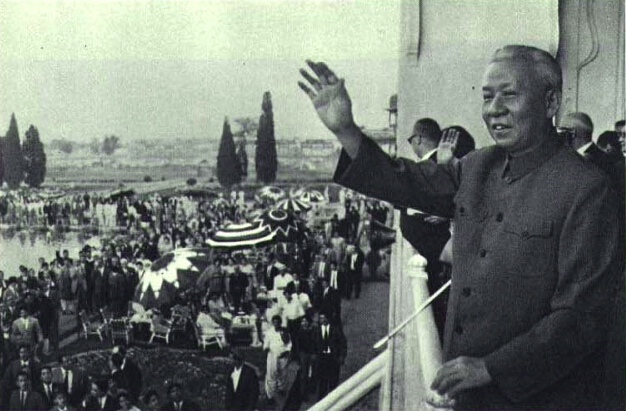
劉少奇（1966年）

文化大革命による混乱の中で、その「反革命的」な出自と、劉少奇元・国家主席らの「実権派」と親しいとされた立場について強い非難を受け、身に危険が及ぶ可能性も高くなったことから、1970年（昭和45年）8月に各種肩書と給与を捨てて日本へ帰国。事実上の追放であった。
以後は日本国内で言論活動を行い、かつて自身を厚遇し経済的支援と保護をあたえてくれた中国共産党や毛沢東、江青等を賞賛。また、自らが文化大革命の中で中華人民共和国を事実上追放されたにもかかわらず文化大革命を礼賛、さらにかつては日中国交正常化に向けて親しく意見交換をしていた劉少奇を強く批判する言動を続けたため、保守派だけでなく、左派の言論人たちからさえ大きな疑念と批判を受けた。
さらに、1970年代中盤に文化大革命が終結しその実情が暴かれたことで、西園寺の主張は完全に的外れなものであるとみなされた。その後、中華人民共和国内で文化大革命に対する批判がなされた後は、言論人としての立場を完全に失った（後述）。

### 死去
1993年4月22日に老衰のため86歳にて死去した。

## 評価

### 中共のハイファイ
1950年代後半には中国共産党から給料をもらう身となったが、この頃の公一については「中国の忠実な代弁者」「昔、ハイファイを直訳して、高忠実度音響再生装置といったが、役柄としては、そのハイファイである」とも、また「北京の吉良上野之介」とも評されている。日中間に国交が無かった当時、イギリスの植民地である香港経由で中国共産党政府を訪れた日本人は、まず北京の西園寺邸を訪れた。そのとき、「『新中国』でいかに振舞うべきか粗相のないよう示唆を与える」のが公一の役目だったからというのである。

### 大躍進擁護
1961年6月に北京を訪れた岡倉古志郎との対談で、大躍進政策の失敗で実際には大量の餓死者が中華人民共和国で発生しているにもかかわらず、「日本でもって人民公社のやり方が悪いから災害が防げなかったというけれども、とんでもない、それは逆なんで、人民公社があったからこそこういうふうに一人の餓死者も出さずに、自分で克服する体制ができたと思うのだ」などと主張した。西園寺は毛沢東を礼賛するアンナ・ルイーズ・ストロングの著書の翻訳などを手掛け、プロパガンダの役割を果たした。

### 文革礼賛
さらに公一は、文革の開始当初にいち早くこれを支持し、毛沢東・江青夫妻や、のちに失脚する林彪などを礼賛した。西園寺が江青のことを「実に清潔な美しさに溢れた人だ」と褒めそやしたので、稲垣武が「肌のきれいな人なんでしょうね」と応じたところ、西園寺は顔色を変えて「君達ジャーナリストはそんな下卑た関心を抱くからダメなんだ」と叱り飛ばした。また文化大革命の意義、意味を疑問視する保守派政治家や言論人、中華民国関係者を非難する言動を繰り返していた。その上に、西園寺の言動は中華人民共和国内で文革の宣伝・扇動にも用いられた。しかし次第に自らもその出自と立場を攻撃されることとなり、1970年（昭和45年）に日本に半ば追放される形で逃げ帰ることとなった。

### 二転三転
帰国後も文革による混乱の中にある中国共産党を一貫して援護または称賛する姿勢を見せていたが、1976年（昭和51年）の毛沢東の死後、文革が終結し、華国鋒によって江青ほか四人組が逮捕されると、西園寺はその態度を豹変させた。1981年（昭和56年）、江青らに死刑判決が下ると早速これを支持し、かつては絶賛していた江青を非難するに至った。このように言論人として主張が変節したことについて、右派左派を問わず大きな批判を受けている。

## 家族
妻の西園寺雪江は、新橋の芸者屋「河辰中」の芸妓だった時、牛場友彦を介して公一と知り合い、2年間の年季奉公を勤め上げ、お礼奉公を済ませたあと、ゾルゲ事件で逮捕前の1941年に公一と明石町で事実婚した。
2人の間には長男・一晃（フリージャーナリスト）と次男・彬弘（雪江堂）の2子が誕生した。なお、1958年（昭和33年）、北京移住の直前に入籍している。また、外交官の武者小路公共は父方の叔母の夫。政治学者の武者小路公秀は義理の従弟にあたる。

## 著書
- 『貴族の退場』（文藝春秋新社、1951年／ちくま学芸文庫、1995年）
- 『北京の八木節』朝日新聞社、1965年10月30日。NDLJP:2980593。
- 『釣魚迷 : 私の履歴』岩波書店〈岩波新書〉、1966年12月20日。NDLJP:2512882。（新編 つり人社、1992年）
- 『北京十二年』朝日新聞社、1970年6月30日。NDLJP:12177372。
- 『中国グルメ紀行』（講談社、1981年／徳間文庫、1985年／つり人社、1993年）
- 『西園寺公一回顧録「過ぎ去りし、昭和」』（アイペックプレス、1991年／「人間の記録」日本図書センター、2005年）

## 訳書
- エドワード・グレイ『フライ・フィッシング』開高健監修

「Kaiko Ken’s Naturalist Books」TBSブリタニカ、1985年、新版1991年／講談社学術文庫、2013年